# 蘇布坦哈利亞區
14°01′06″S 75°45′30″W / 14.0184°S 75.7584°W
蘇布坦哈利亞區（西班牙語：Distrito de Subtanjalla）是秘魯的一個區，位於該國中南部伊卡大區的伊卡省，始建於1959年2月10日，面積194平方公里，海拔高度429米，2005年人口16,931，人口密度每平方公里87人。